# Educació a la il·lustració

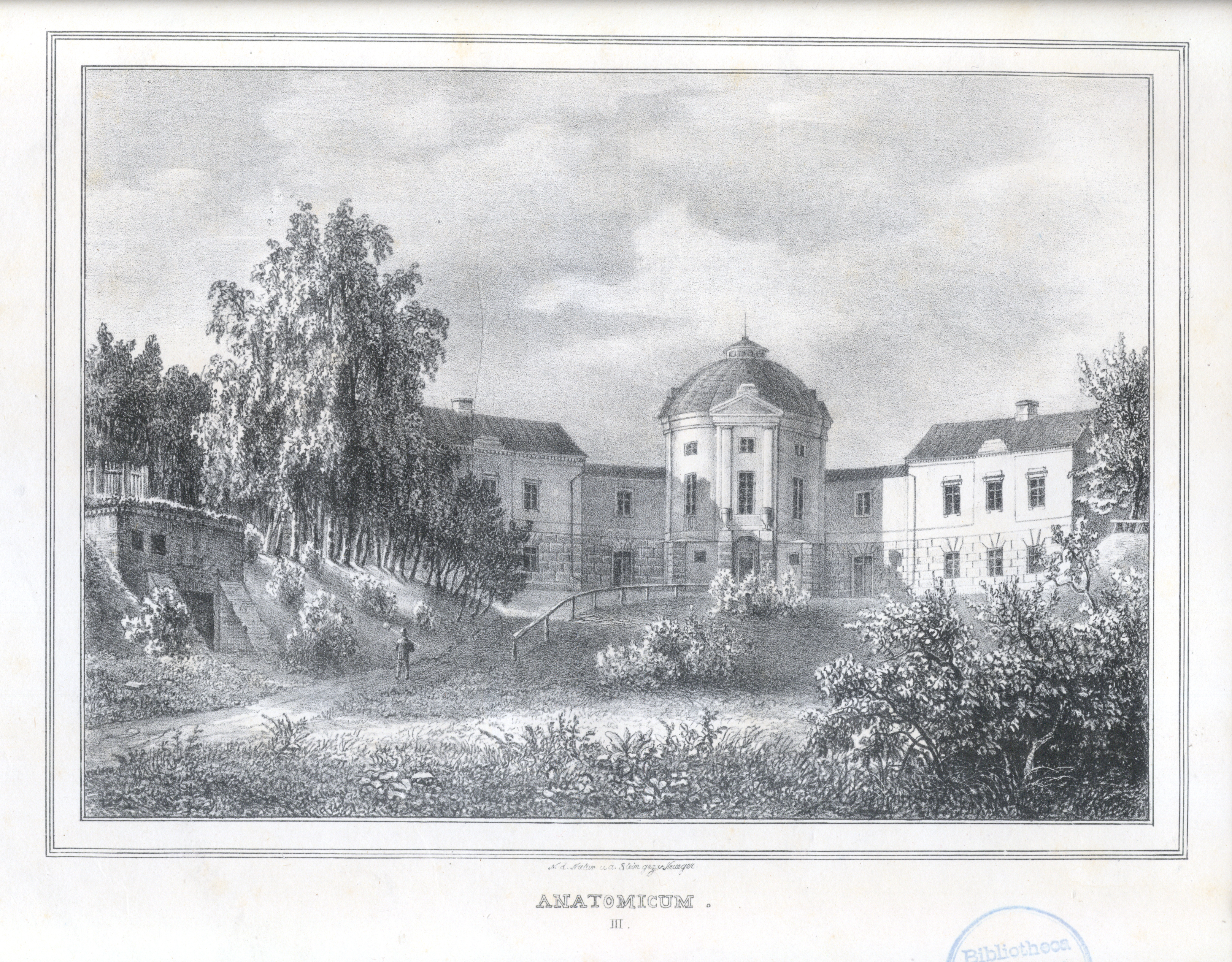
Les universitats del nord d'Europa estaven més disposades a acceptar les idees de la Il·lustració i sovint estaven molt influïdes per elles. Per exemple, el conjunt històric de la Universitat de Tartu a Estònia, que va ser erigit en aquest temps, ara s'inclou en la llista del patrimoni europeu com a exemple d'una universitat e} l'edat de la il·lustració.

L'Educació a la il·lustració va ser el desenvolupament dels sistemes educatius a Europa que va continuar durant tot el període de la Il·lustració i en la Revolució Francesa. El Segle de les Llums, va dominar el pensament avançat a Europa des dels anys 1650 fins als anys 1780. Es va desenvolupar a partir d'una sèrie de fonts de «noves» idees, com ara desafiaments al dogma i l'autoritat de l'Església Catòlica i pel creixent interès en les idees de la ciència, en els mètodes científics. En filosofia, va posar en dubte les formes tradicionals de pensar. Els pensadors de la Il·lustració volien modernitzar el sistema educatiu i exercir un paper més central en la transmissió d'aquestes idees i ideals. Les millores en els sistemes educatius van produir un major públic de lectura, que va donar lloc a una major demanda de material imprès dels lectors a través d'un ampli espectre de classes socials amb una gamma més àmplia d'interessos. Després de 1800, quan la Il·lustració va fer pas al Romanticisme, hi va haver menys èmfasi en la raó i desafiament a l'autoritat i més suport per al nacionalisme emergent i l'assistència obligatòria a l'escola.

## Història de l'educació
Abans de la Il·lustració, els sistemes educatius europeus estaven orientats principalment a ensenyar un nombre limitat de professions, per exemple, ordes religiosos com ara sacerdots, germans i germanes, treballadors de la salut, com a metges i buròcrates, com a advocats i escribes, molt influïda per la revolució científica. A mesura que la revolució científica i l'agitació religiosa trencaven les visions tradicionals i les formes de pensar d'aquest temps, la religió i la superstició es complementaven amb el raonament i els fets científics. Filòsofs com a John Locke van proposar la idea que el coneixement s'obté a través de la sensació i la reflexió. Aquesta proposició va portar la teoria de Locke de què tots tenen la mateixa capacitat de sensació i, per tant, l'educació no ha de limitar-se a una certa classe o gènere. Abans dels segles xvii i xviii, l'educació i l'alfabetització es limitaven en general als homes pertanyents a la noblesa i a les classes mercantil i professional. A Anglaterra i França, «les idees idealitzades de la domesticitat, que emfasitzaven la importància de preparar a les nenes per a la maternitat i els deures domèstics, van impulsar l'expansió de l'escolarització de les nenes».

## Idees educatives
John Locke en anglès i Jean Jacques Rousseau en francès van ser autors d'obres influents {a ; en} l'educació. Tots dos van emfasitzar la importància de donar forma [primerenca | matinera | prematura] a les ments joves. A la fi de la Il·lustració existia una creixent demanda d'un enfocament més universal de l'educació, particularment després de les revolucions americana i francesa.
Als nens d'aquesta època se'ls ensenyava a memoritzar fets mitjançant mètodes orals i gràfics que es van originar durant el Renaixement. La psicologia educativa predominant a partir de la dècada de 1750, especialment en el] països del nord d'Europa va ser l'associacionisme; la noció que la ment associa o dissocia idees a través de rutines repetides. Oferia una teoria pràctica de la ment que permetia als mestres transformar les formes tradicionals de la cultura impresa i escrita a mà en eines gràfiques efectives d'aprenentatge per a les ordres inferiors i mitjans de la societat.
Moltes de les principals universitats associades a començaments de la Il·lustració progressiva es trobaven al nord d'Europa, les més famoses són les universitats de Leiden, Göttingen, Halle, Montpeller, Uppsala i Edimburg. En aquestes universitats, especialment la d'Edimburg, hi havia professors les idees dels quals van tenir un impacte significatiu en les colònies nord-americanes de Gran Bretanya i, més tard, a la República Americana. Dins de les ciències naturals, els metges d'Edimburg també van liderar el camí en química, anatomia i farmacologia.
Tanmateix, en general les universitats i les escoles de França i la major part d'Europa eren bastions del tradicionalisme i no eren hospitalàries a la il·lustració. A França, la més gran excepció va ser la universitat mèdica de Montpeller.

## Creixement del sistema educatiu

### Alfabetització
L'educació que havia estat considerada un privilegi solament per a la classe alta. Tanmateix, durant els segles xvii i xviii, «l'educació, l'alfabetització i l'aprenentatge» van ser gradualment proporcionats a «rics i pobres». La taxa d'alfabetització a Europa des del segle xvii fins al segle xviii va créixer significativament. La definició del terme «alfabetització» en els segles xvii i xviii és diferent de la nostra definició actual d'alfabetització. Els historiadors van mesurar aquesta taxa durant aquests segles mitjançant la capacitat de les persones per signar els seus noms. Tanmateix, aquest mètode de determinar.la no reflectia la capacitat de les persones per llegir. Això va afectar la taxa aparent d'alfabetització de les dones abans de l'era de la Il·lustració, principalment perquè mentre que la majoria de les dones que vivien entre l'Edat Mitjana i l'Edat de la Il·lustració no podien escriure ni signar els seus noms, molts podien llegir, almenys fins a un cert punt.
La taxa d'alfabetització va augmentar més ràpidament en àrees més poblades i on hi havia una barreja d'escoles religioses. A Anglaterra en la dècada de 1640 va ser a la ratlla del 30 per cent per als homes, augmentant a 60 per cent a mitjan segle xviii. A França, entre 1686 i 1690 va ser a la ratlla del 29 per cent per als homes i 14 per cent per a les dones, va augmentar a 48 per cent per als homes i 27 per cent per a les dones.
L'augment de l'alfabetització va ser degut, si més no en part, a la influència religiosa, ja que la majoria de les escoles i col·legis estaven organitzats per clergues, missioners o d'altres organitzacions religioses. La raó que va motivar a les religions per ajudar a augmentar la taxa d'alfabetització entre el públic en general va ser perquè la Bíblia s'estava imprimint en més llengües i es creia que l'alfabetització era la clau per entendre la paraula de Déu. «El 1714 la proporció de dones capaces de llegir havia augmentat, aproximadament, al 25%, i va augmentar novament al 40% el 1750. Aquest augment va ser part d'una tendència general, fomentada per l'èmfasi de la Reforma en la lectura de les Escriptures i per la demanda d'alfabetització en una societat cada vegada més mercantil. El grup més afectat va ser la creixent classe professional i comercial, i les escoles d'escriptura i aritmètica van sorgir per proporcionar la formació que els seus fills requerien».

### Sistema prussià
El Regne de Prússia va introduir un sistema educatiu públic modern dissenyat per arribar a tota la població; va ser copiat extensament a través d'Europa i dels Estats Units en el segle xix. Els fonaments bàsics del sistema prussià d'educació primària van ser presentats per Frederic el Gran amb el seu Generallandschulreglement, un decret de 1763, redactat per Johann Julius Hecker. Es va ordenar l'escolarització de tots els joves prussians, tant de nens com de nenes, perquè fossin educats principalment per escoles finançades pel municipi des dels 5 anys fins als 13 o 14 anys. Prússia va ser un dels primers països en introduir un ensenyament primari d'educació. En comparació, l'escolaritat obligatòria a França o Gran Bretanya no va ser aprovada amb èxit fins a la dècada de 1880.
El sistema prussià consistia en un curs de vuit anys d'educació primària, anomenat Volksschule. Va proporcionar no solament les habilitats tècniques bàsiques necessàries en un món modernitzador —com la lectura i l'escriptura—, sinó també la música (cant), l'educació religiosa (cristiana) en estreta col·laboració amb les esglésies i va intentar imposar un estricte ethos de deure, sobrietat i disciplina. La matemàtica i el càlcul no eren obligatoris en l'inici i prendre aquests cursos requeria un pagament addicional per part dels pares. Frederic el Gran també va formalitzar d'altres etapes educatives, com la Realschule i l'estadi més alt, el gymnasium —escola secundària finançada per l'estat—, que es va utilitzar com a escola preparatòria universitària. L'examen final o Abitur, es va introduir el 1788, es va implementar en totes les escoles secundàries prussianes el 1812, i es va estendre a tota Alemanya l'any 1871 i està en el seu lloc fins al present. L'aprovació d'aquest examen era un requisit previ per entrar en les professions erudites i els nivells superiors de l'administració pública. Generacions de professors prussians i també alemanys, que en el segle xviii sovint no tenien educació formal i al començament eren sovint antics oficials menors sense formació pedagògica, tractaven d'obtenir més reconeixement acadèmic, formació i millor remuneració i exercien un paper important en diversos moviments de protesta i reforma.
El sistema prussià, després dels seus modests començaments, va aconseguir arribar a l'assistència obligatòria, capacitació específica per als mestres, proves nacionals per a tots els estudiants de tots els sexes, currículum nacional fixat per a cada grau i educació infantil obligatoria. [15] El 1810, Prússia va introduir els requisits estatals de certificació per als mestres, el que va augmentar significativament el nivell d'ensenyament. [16]
Al segle xviii, els estats prestaven més atenció als seus sistemes educatius perquè reconeixien que les persones eren més útils per a l'estat si estaven ben educats. Els conflictes entre la corona i l'església van ajudar a l'expansió dels sistemes educatius. Als ulls de l'església i de l'estat, les universitats i els col·legis eren institucions que existien per mantenir el domini d'un sobre l'altre. El desavantatge d'aquest conflicte va ser que la llibertat de pensament sobre les matèries ensenyades en aquestes institucions estava restringida. Una institució educativa era partidària de la monarquia o de la religió, mai ambdues.
A més a més, els canvis en els criteris educatius per a les professions de més grans ingressos com els advocats i els metges es van fer més estrictes, per exemple, els requisits per tenir una certa experiència educativa abans de ser llicenciats, va ajudar a promoure augments en el nombre d'estudiants que assistien a universitats i col·legis.

## La cultura de la impremta
L'explosió de la cultura de la impremta, que va començar en el segle xv amb la impremta de Johannes Gutenberg, va ser el resultat i la causa de l'augment de l'alfabetització. El nombre de llibres publicats en el període de la Il·lustració va augmentar dràsticament a causa de la demanda de llibres, gràcies a l'augment de les taxes d'alfabetització, la disminució dels costs i la facilitat de disponibilitat de llibres que va fer possible la impremta. Hi va haver un canvi en els percentatges de llibres impresos en diverses categories durant el segle xvii.
Els llibres religiosos havien ocupat prop del 50% de tots els llibres publicats a París en aquest moment. Tanmateix, el percentatge de llibres religiosos va caure al 10% en 1790 i hi va haver un augment en la popularitat de llibres com els calendaris. La literatura científica en francès podria haver augmentat lleugerament, però sobretot es va mantenir força constant al llarg del segle xviii. Tanmateix, la literatura contemporània sembla haver augmentat a mesura que avançava el segle. A més a més, hi va haver un canvi en les llengües en les quals es van imprimir els llibres. Abans del segle xviii, un gran percentatge dels llibres es publicaven en llatí. A mesura que avançava el temps, hi havia un descens en el percentatge de llibres publicats en llatí. Paral·lelament, el percentatge de llibres publicats en francès i en altres idiomes va augmentar en tot Europa.
Sens dubte, la importància de la cultura de la impressió per a l'educació no és simplement contar les xifres de publicació. Els estudiants havien d'usar els llibres que els van ser donats i havien d'usar llapis i paper per organitzar i donar sentit a la informació que estaven aprenent. En aquest sentit, la cultura impresa estava estretament lligada a la cultura escrita a mà, particularment les habilitats i rutines associades amb la presa de notes. Potser un dels èxits més notables dels sistemes educatius de la Il·lustració és que van ensenyar els estudiants com administrar eficientment la informació sobre el paper, tant en l'escola com després en la universitat.

## Biblioteques públiques
Durant el període de la Il·lustració, hi va haver canvis en les institucions culturals públiques, com a biblioteques i museus. El sistema de biblioteques públiques va ser un producte de la Il·lustració. Van ser finançades per l'estat i accessibles a tots de franc.
Abans de la Il·lustració, les biblioteques a Europa es restringien principalment a les acadèmies i les col·leccions privades d'aristòcrates i d'altres individus rics. Amb el començament de les institucions finançades per l'estat, les biblioteques públiques es van convertir en llocs on el públic en general podia estudiar temes d'interès i educar-se. Durant el segle xviii, els preus dels llibres eren en general massa alts per a una persona comú, especialment les obres més populars com les enciclopèdies. Per tant, les biblioteques públiques van oferir als plebeus l'oportunitat de llegir literatura i d'altres obres que abans només podien ser llegides per les classes més riques.

## Intercanvi intel·lectual
Durant el segle xviii, l'augment dels llocs de reunió social, com ara cafès, clubs, acadèmies i Lògies Maçòniques va proporcionar llocs alternatius on la gent podia llegir, aprendre i intercanviar idees. A Anglaterra, els cafès es van convertir en espais públics on es discutien idees polítiques, filosòfiques i científiques. El primer cafè a Gran Bretanya es va establir a Oxford el 1650 i el nombre de cafès es va expandir al voltant d'Oxford.
El cafè era un lloc per a la gent congregar-se, llegir, aprendre i debatre els uns amb els altres. Un altre nom per al cafè és Universitat Penny, perquè el cafè tenia una reputació com un lloc d'aprenentatge informal. «La popularitat de noves idees va encoratjar nous canvis en els hàbits i creences de moltes persones comunes. Els clubs de lectura i cafeteries van permetre a molts artesans i empresaris urbans discutir les últimes idees de reforma». Encara que els cafès eren en general accessibles per a tots, la majoria dels cafès no permetien participar en les dones. Clubs, acadèmies i lògies, encara que no completament oberts al públic, van establir llocs d'intercanvi intel·lectual que funcionaven com a institucions de facto d'educació.

## Educació per a dones
Durant el segle xvii, hi havia diverses escoles dedicades a nenes, però la norma cultural era que les nenes fossin informalment educades a casa. Durant el segle xviii, hi va haver un augment en el nombre de nenes que s'educaven en les escoles. Això era especialment per a les famílies de classe mitjana el creixent estat financer de les quals i aspiracions socials feien que l'estil aristocràtic d'educació per a les seves filles fos desitjable i possible.

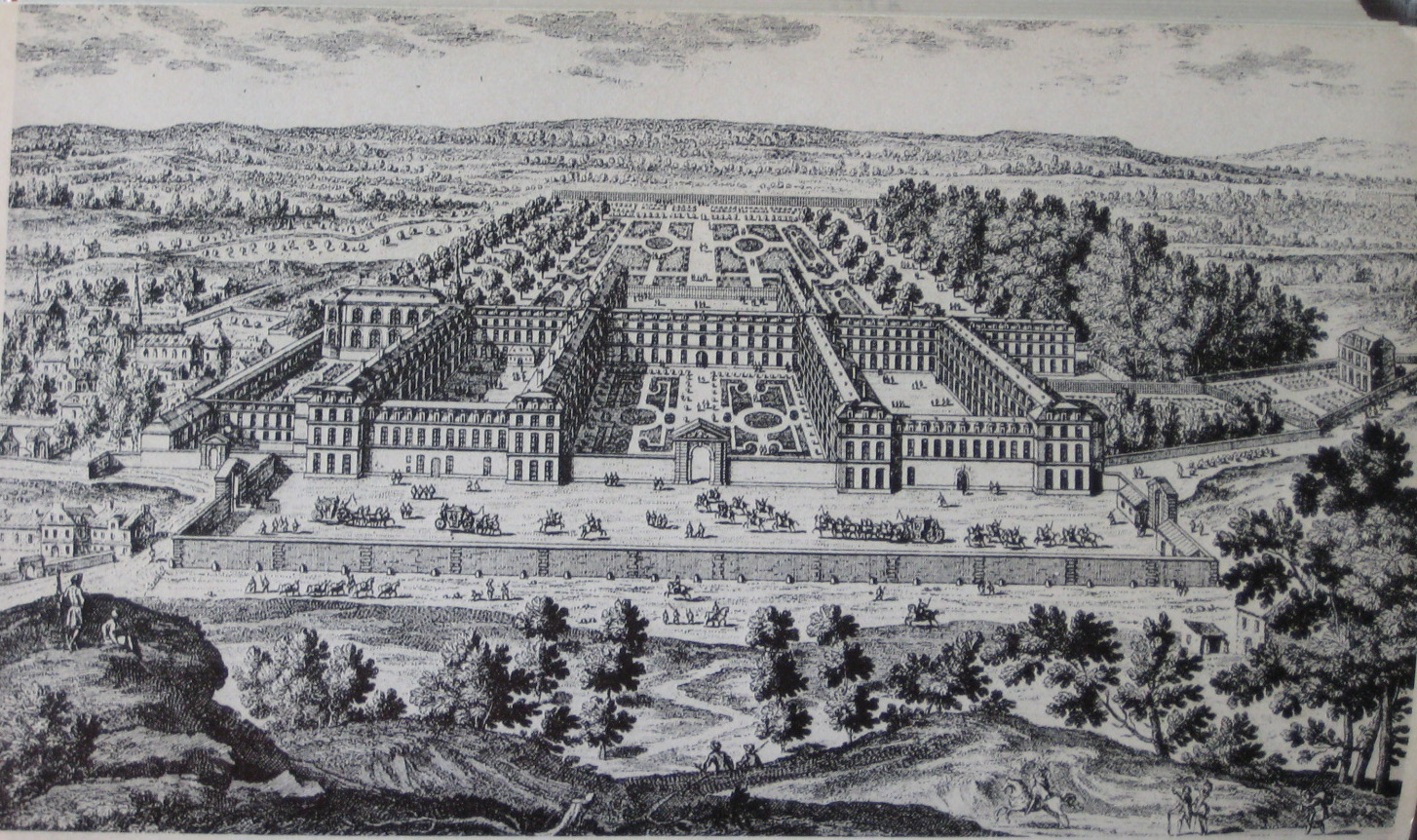
Vista de la Maison Royale de Saint-Louis a principis del.

A França, una de les escoles més famoses per a nenes va ser Maison royale de Saint-Louis, que va ser fundada per la senyora de Maintenon. Encara que, l'escola de Saint-Louis tenia per objecte educar les dones, no s'atrevia a desafiar les opinions tradicionals envers les dones. Per tant, el fet que hi hagués escoles per a dones no va comportar un canvi social perquè les pròpies escoles no van desafiar l'statu quo social. Les dones van ser excloses de matèries d'aprenentatge com la ciència i la política. A l'octubre de 1795, França va crear un «Institut Nacional i Escoles Normals que excloïen a les dones de l'estudi professional de la Filosofia». En el record de d'Épinay de la seva educació de la infantesa, va assenyalar que a les nenes no se'ls ensenyava gaire de res i que una educació adequada era considerada inadequada per al sexe femení. El tema principal de l'educació femenina es relacionava amb la visió tradicional que la debilitat de la dona és deguda a la naturalesa. Tanmateix, hi havia gent, com John Locke i Louise d'Épinay, que argumenten que la debilitat de les dones es devia amb una educació defectuosa.